# Arces-Dilo
Arces-Dilo ist eine französische Gemeinde mit 612 Einwohnern (Stand: 1. Januar 2022) im Département Yonne in der Region Bourgogne-Franche-Comté. Arces-Dilo gehört zum Arrondissement Sens und zum Kanton Brienon-sur-Armançon (bis 2015: Kanton Cerisiers). 

## Geographie
Arces-Dilo liegt etwa 30 Kilometer ostsüdöstlich des Stadtzentrums von Sens. Umgeben wird Arces-Dilo von den Nachbargemeinden Vaudeurs im Norden und Nordwesten, Coulours im Norden, Fournaudin im Nordosten, Venizy im Osten und Südosten, Champlost im Südosten, Bellechaume im Süden, Bussy-en-Othe im Westen und Südwesten sowie Villechétive im Westen und Nordwesten.
Durch die Gemeinde führt die frühere Route nationale 5 (heutige D905).

## Geschichte
1977 wurden die Gemeinden Arces und Dilo zusammengelegt.

## Bevölkerungsentwicklung
| Jahr                       | 1962 | 1968 | 1975 | 1982 | 1990 | 1999 | 2006 | 2013 |
| Einwohner                  | 553  | 489  | 493  | 485  | 513  | 593  | 592  | 641  |
| Quellen: Cassini und INSEE |      |      |      |      |      |      |      |      |

## Sehenswürdigkeiten
- Kirche Saint-Michel in Arces aus dem 18. Jahrhundert
- Kapelle Saint-Cartault in Dilo aus dem späten 17. Jahrhundert
- Reste der Prämonstratenserabtei Notre-Dame in Dilo, 1132 gegründet, 1791 aufgelöst

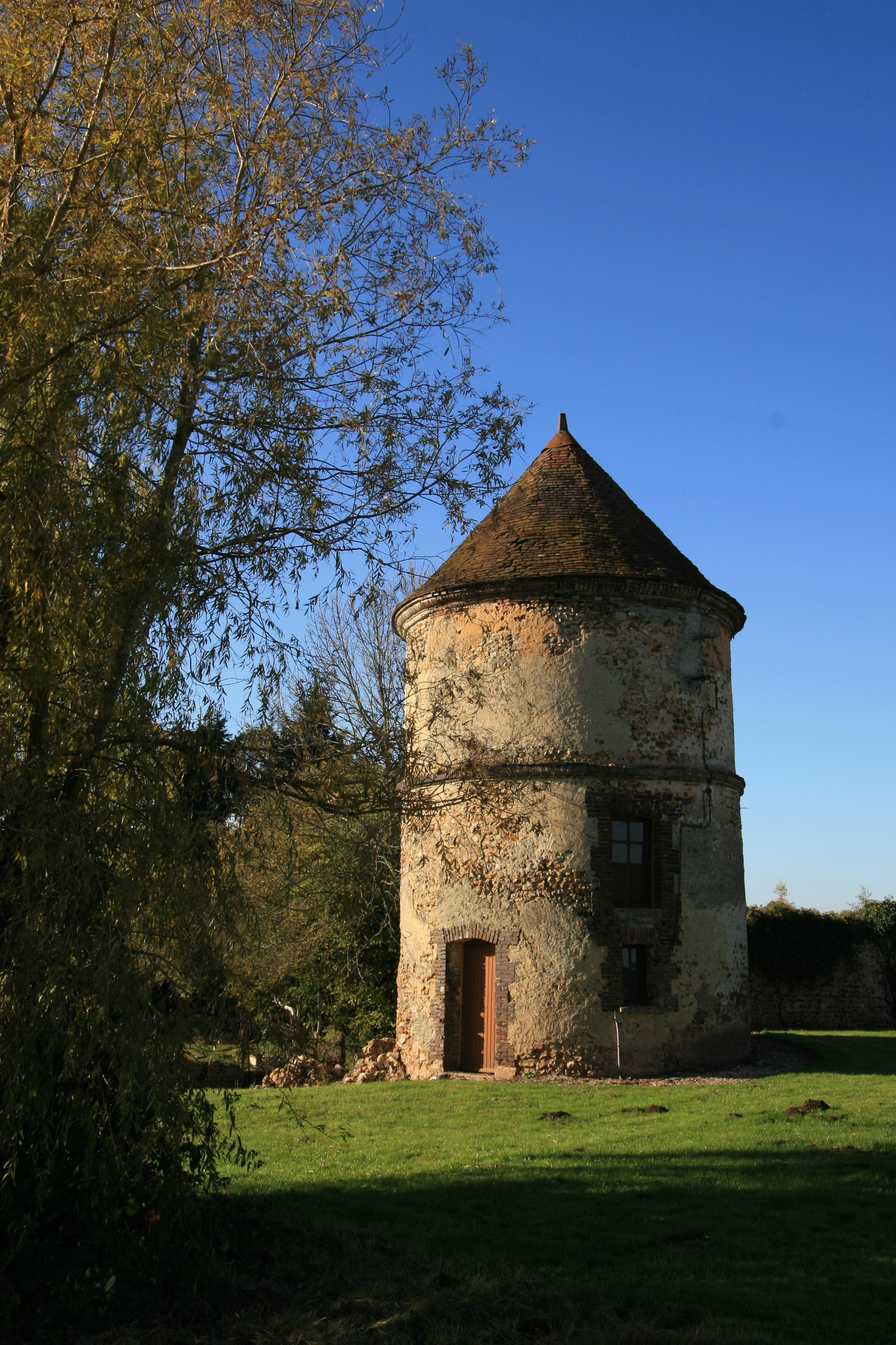
Taubenturm der früheren Abtei von Dilo
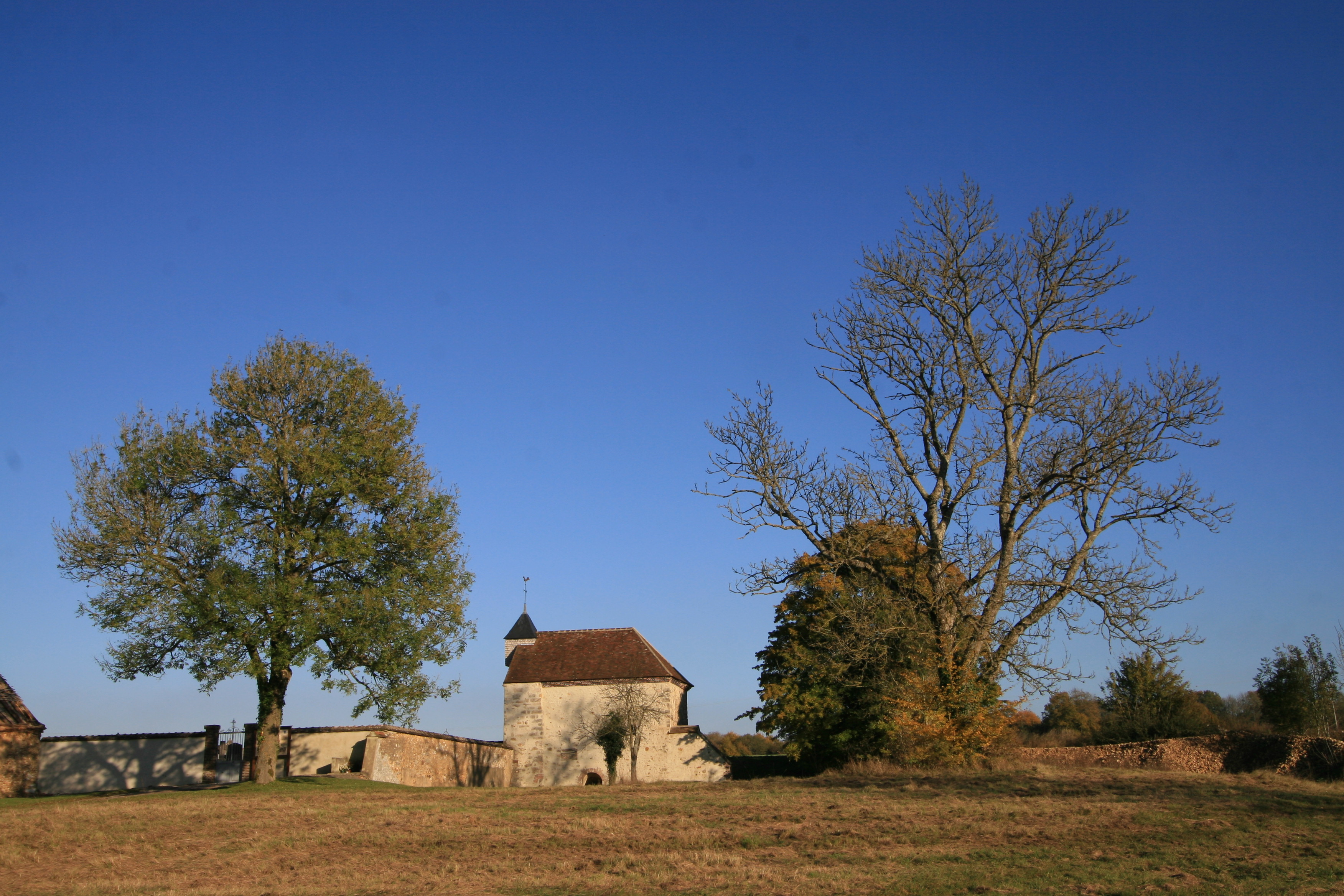
Kapelle Saint-Cartault